# Dasyheleinae
Dasyheleinae es una subfamilia de dípteros nematóceros perteneciente a la familia Ceratopogonidae. Comprende un solo género: Dasyhelea.
Las larvas de las especies de este género se caracterizan por un segmento anal con propatas posteriores retráctiles. Las larvas son acuáticas y los adultos no se alimentan de la sangre de vertebrados, ni se aprovechan de otros insectos. Solo toman néctar, un comportamiento de alimentación inusual dentro de la Ceratopogonidae.

## Especies seleccionadas
Dasyhelea aegealitis

Dasyhelea ancora

Dasyhelea atlantis

Dasyhelea atrata

Dasyhelea australis

Dasyhelea bahamensis

Dasyhelea bajensis

Dasyhelea bermudae

Dasyhelea bifida

Dasyhelea brevicornis

Dasyhelea brevicosta

Dasyhelea brookmani

Dasyhelea cactorum

Dasyhelea cincta

Dasyhelea clavescens

Dasyhelea crassiseta

Dasyhelea fasciigera

Dasyhelea festiva

Dasyhelea grisea

Dasyhelea hawaiiensis

Dasyhelea johannseni

Dasyhelea leptobranchia

Dasyhelea luteogrisea

Dasyhelea maculata

Dasyhelea major

Dasyhelea messersmithi

Dasyhelea mutabilis

Dasyhelea navaiae

Dasyhelea neobifurcata

Dasyhelea oppressa

Dasyhelea pallens

Dasyhelea pentalineata

Dasyhelea platychaeta

Dasyhelea pollex

Dasyhelea pollinosa

Dasyhelea pritchardi

Dasyhelea pseudocincta

Dasyhelea pseudoincisurata

Dasyhelea ryckmani

Dasyhelea sanctaemariae

Dasyhelea scissurae

Dasyhelea scutellata

Dasyhelea sonorensis

Dasyhelea spiniforma

Dasyhelea stemlerae

Dasyhelea tenebrosa

Dasyhelea thomsenae

Dasyhelea traverae

Dasyhelea tristyla